# Gaston Marin
Gheorghe Gaston Marin, pe numele său real Gheorghe Grossman (n. 14 aprilie 1918, orașul Chișineu-Criș, județul Arad — d. 25 februarie 2010, București) a fost un demnitar comunist român de etnie evreiască. A îndeplinit funcții ministeriale în domeniul planificării industriale și economice.
Gaston Marin poate fi considerat ca ultimul susținător al lui Gheorghe Gheorghiu-Dej care a fost exclus din conducerea comunistă a României (1982-1985). 

## Biografie
Gheorghe Grossman s-a născut la data de 14 aprilie 1918 în orașul Chișineu-Criș (județul Arad), într-o familie de etnie evreiască.
Gheorghe a absolvit cursurile liceului românesc din Petroșani și a dat examenul de bacalaureat la Deva. Imediat după bacalaureat, a efectuat serviciul militar și după aceea a plecat în Franța, unde dorea să studieze matematica și fizica. 
Din cauza mijloacelor financiare reduse, a trebuit să urmeze însă cursurile Facultății de Electrotehnică și Energetică din cadrul Institutului Politehnic din Grénoble (Franța) între anii 1938-1940. Și-a susținut teza de doctorat la același Institut în anul 1941, fără a mai primi titlul.
A activat în mișcarea de rezistență franceză, iar în 1942 a intrat în Partidul Comunist Francez. Acolo a primit numele conspirativ de Gaston Marin, pe care îl va păstra ca nume oficial pentru toată viața. A activat în regiunea de sud-vest a Franței. În iulie 1944 i-a instigat la revoltă pe minerii din Tarn, aceasta devenind una din primele zone eliberate de francezi de sub ocupația germană. În august 1944, Gaston a participat la eliberarea orașului francez Carmaux, capturând 120 soldați germani. Câteva zile mai târziu, el a eliberat orașul Albi, prefectura departamentului Tarn.
În decursul celui de al doilea război mondial, familia sa care locuia la Cluj, a fost deportată la Auschwitz, unde tatăl său a fost imediat exterminat prin gazare, mama sa fost împușcată ca și sora sa, care se îmbolnăvise de scarlatină.

## Lider comunist
După cel de-al doilea război mondial, a revenit în România, fiind trimis mai întâi la sediul Comitetului Județean Bihor al PCR. Ulterior, a fost numit în funcțiile de consilier la Președinția Consiliului de Miniștri (1945-1948), apoi de secretar general și ministru-adjunct la Ministerul Economiei Naționale (1948-1949). A participat ca membru al delegației României la Conferința de Pace de la Paris (1947). 
Între anii 1949-1982 a deținut funcții de înaltă răspundere în planificarea economiei naționale, fiind pe rând ministru al Energiei Electrice și Industriei Electrotehnice (1949-1954), președintele Comitetului de Stat al Planificării (1954-1965) și apoi vicepreședintele Consiliului de Miniștri (1962-1969). În paralel, a îndeplinit și funcția de președinte al Comitetului de Stat pentru Energie Nucleară (1955-1966). 
A fost deputat în Marea Adunare Națională (1952-1985) și membru al CC al PCR (1960-1984).
Prin decretul nr. 157 din 4 mai 1971, Gheorghe Gaston Marin a fost decorat cu Ordinul Apărarea Patriei clasa I. 
În anul 1963, după participarea la funeraliile președintelui american John F. Kennedy, el a consolidat relațiile diplomatice cu lumea occidentală, inclusiv cu Statele Unite ale Americii. Aceste acțiuni au fost încurajate de guvernul american și de președintele Lyndon B. Johnson. 
A făcut parte din guvernele: 
Groza (4),
Gheorghiu (1),
Gheorghiu (2),
Stoica (1),
Stoica (2),
Maurer (1),
Maurer (2),
Maurer (3),
Maurer (4),
Maurer (5),
Mănescu (1),
Mănescu (2),
Verdeț (1),
Verdeț (2).
Între anii 1969-1982, Gaston Marin a fost președinte al Comitetului de Stat pentru Prețuri, până la înlocuirea sa din funcțiile oficiale de către Nicolae Ceaușescu. 
A fost membru al mișcării sioniste Poalei Zion și, în anul 1989, a emigrat în Israel dar a revenit în România, unde a decedat.

## Distincții
- Medalia „A cincea aniversare a Republicii Populare Române” (24 decembrie 1952) „pentru lupta și munca duse în vederea făuririi, consolidării și prosperării Republicii Populare Române”[6]
- Ordinul Muncii clasa I (30 decembrie 1957) „cu ocazia celei de a zecea aniversări a proclamării Republicii Populare Romîne și pentru merite deosebite în îndeplinirea sarcinilor date de Partidul Muncitoresc Romîn, pentru merite deosebite pe tărîmul construcției de stat, economice, sociale, culturale și obștești”[7]
- Ordinul „23 August” clasa a II-a (12 august 1959) „pentru merite deosebite în opera de construire a socialismului”[8]
- Medalia „40 de ani de la înființarea Partidului Comunist din Romînia” (6 mai 1961) „pentru merite în activitatea de partid și întărirea regimului democrat-popular”[9]
- Ordinul „Steaua Republicii Populare Romîne” clasa I (18 august 1964) „pentru merite deosebite în opera de construire a socialismului, cu prilejul celei de a XX-a aniversări a eliberării patriei”[10]
- Ordinul „Tudor Vladimirescu” clasa a I-a (30 aprilie 1966) „cu prilejul celei de-a 45-a aniversări de la înființarea Partidului Comunist din România, pentru îndelungată activitate în mișcarea muncitorească și merite deosebite în opera de construire a socialismului”[11]
- Ordinul „Apărarea Patriei” clasa I (4 mai 1971) „cu prilejul aniversării a 50 de ani de la constituirea Partidului Comunist Român, [...] pentru activitate îndelungată în mișcarea muncitorească și merite deosebite în opera de construire a socialismului”[12]

## Cărți publicate
- În serviciul României lui Gheorghiu-Dej. Însemnări din viață. (Editura Evenimentul Românesc, București, 2000)
- Consemnări, Editura Semne, București, 2003